# Amaninatakilebte
Amaninatakilebte (uralkodói nevén Aaheperuré) meroéi kusita uralkodó volt az i. e. 6. században, valószínűleg i. e. 538 és 519 között. Analma'ajét követte a trónon, utódja Karakamani volt. Dinasztiája többi tagjához hasonlóan Nuriban temették el, a Nu.10 sírba. Piramisán és pár, Meroéban talált faragott kőtömbön kívül máshonnan nem ismert. A piramisban egy arany hengert is megtaláltak, hasonlóan az Aszpelta sírjában (Nuri 8) találthoz, ennek funkciója nem ismert.
Hérodotosz szerint Kambüszész perzsa király i. e. 525 körül megpróbálta elfoglalni Meroét; ez lehet, hogy Amaninatakilebte uralkodása alatt történt.

## Fordítás
- Ez a szócikk részben vagy egészben  az   Amaninatakilebte című angol Wikipédia-szócikk ezen változatának fordításán alapul.  Az eredeti cikk szerkesztőit annak laptörténete sorolja fel. Ez a jelzés csupán a megfogalmazás eredetét és a szerzői jogokat jelzi, nem szolgál a cikkben szereplő információk forrásmegjelöléseként.